# Myospila obsoleta
Myospila obsoleta är en tvåvingeart som först beskrevs av Brauer och Julius Edler von Bergenstamm 1891.  Myospila obsoleta ingår i släktet Myospila och familjen husflugor. Inga underarter finns listade i Catalogue of Life.